# Hillal Metidji
Hillal Metidji (en arabe : هلال متيجي), né le 21 janvier 1992 à Boufarik en Algérie, est un gymnaste artistique algérien.

## Carrière
Hilal Metidji obtient la médaille d'or au concours général individuel ainsi qu'au concours par équipes et la médaille d'argent aux barres parallèles aux Championnats d'Afrique de gymnastique artistique 2014 à Pretoria.
Il obtient la médaille d'argent aux barres parallèles et la médaille de bronze au cheval d'arçons aux Jeux africains de 2015 à Brazzaville.
Il remporte la médaille d'or au concours général individuel ainsi qu'au concours par équipes et la médaille d'argent aux barres parallèles ainsi qu'au cheval d'arçons aux Championnats d'Afrique de gymnastique artistique 2016 à Alger.
Aux Championnats d'Afrique de gymnastique artistique 2018 à Swakopmund, il est médaillé d'or par équipes et aux barres parallèles, médaillé d'argent au concours général individuel et médaillé de bronze aux anneaux et au cheval d'arçons.
Il est médaillé d'or par équipes, au concours général individuel et aux barres parallèles ainsi que médaillé d'argent à la barre fixe aux Jeux africains de 2019.
Il est médaillé d'argent par équipes, à la barre fixe ainsi qu'aux barres parallèles et médaillé de bronze au concours général individuel ainsi qu'aux anneaux aux Championnats d'Afrique de gymnastique artistique 2022 au Caire.
Aux Championnats d'Afrique de gymnastique artistique 2023 à Pretoria, il est médaillé d'argent par équipes et médaillé de bronze au concours général individuel.
Il est médaillé d'or aux anneaux ainsi qu'au concours par équipes aux Jeux panarabes de 2023 à Oran.